# 又野弘道
又野 弘道（またの ひろみち）は、日本の男性アニメーション演出家、アニメ監督。
代表的な作品は『北斗の拳』、『少年アシベ』。近年はスタジオコメットやダンガン・ピクチャーズでの仕事が多い。

## 特徴
『紺碧の艦隊』や『旭日の艦隊』、『SUBMARINE SUPER 99』、『ジパング』など艦隊が登場する作品に多く携わっている。

## 参加作品

### テレビアニメ
1979年
- ザ☆ウルトラマン（1979年 - 1980年、演出）
- 宇宙空母ブルーノア（1979年 - 1980年、絵コンテ）※久野弘名義。
- 機動戦士ガンダム（1979年 - 1980年、演出）※久野弘名義。劇場版の「演出協力」にも同名義でクレジット

1981年
- 銀河旋風ブライガー（1981年 - 1982年、演出）
- ハニーハニーのすてきな冒険（1981年 - 1982年、演出）

1982年
- 魔境伝説アクロバンチ（演出）
- 科学救助隊テクノボイジャー（演出）

1983年
- 銀河疾風サスライガー（1983年 - 1984年、演出）

1984年
- 北斗の拳（1984年 - 1987年、演出）

1986年
- 聖闘士星矢（1986年 - 1989年、演出）
- 剛Q超児イッキマン（演出）

1987年
- 北斗の拳2（1987年 - 1988年、演出）

1988年
- 魁!!男塾（演出）

1989年
- おぼっちゃまくん（1989年 - 1992年、絵コンテ・演出）
- 戦え!超ロボット生命体 トランスフォーマーV（演出）
- 魔法使いサリー（第2作、1989年 - 1991年、演出）

1991年
- 少年アシベ（演出）
- DRAGON QUEST -ダイの大冒険-（1991年 - 1992年、演出）

1992年
- 少年アシベ2（ - 1993年、演出）
- サラダ十勇士トマトマン（1992年 - 1993年、演出）
- ファンタジーアドベンチャー 長靴をはいた猫の冒険（演出）
- 美少女戦士セーラームーン（演出）

1993年
- ドラゴンリーグ（1993年 - 1994年、絵コンテ・演出）
- SLAM DUNK（1993年 - 1996年、絵コンテ・演出）

1995年
- モジャ公（1995年 - 1997年、絵コンテ・演出）

1997年
- MAZE☆爆熱時空（絵コンテ・演出）
- 深海伝説MEREMANOID（絵コンテ）

1999年
- こちら葛飾区亀有公園前派出所（絵コンテ）
- Blue Gender（1999年 - 2000年、絵コンテ・演出）

2000年
- サクラ大戦TV（演出）
- 遊☆戯☆王デュエルモンスターズ（2000年 - 2004年、演出）

2003年
- SUBMARINE SUPER 99（監督）
- 真月譚 月姫（絵コンテ・演出）
- 高橋留美子劇場 人魚の森（演出）

2004年
- 光と水のダフネ（絵コンテ・演出）
- リングにかけろ（演出）
- ジパング（2004年 - 2005年、絵コンテ・演出）

2005年
- アイシールド21（2005年 - 2008年、演出）
- まほらば〜Heartful days（絵コンテ・演出）
- あまえないでよっ!!（絵コンテ・演出）
- capeta（2005年 - 2006年、演出）
- Xenosaga THE ANIMATION（演出）
- 涼風（絵コンテ・演出）
- ピーチガール（絵コンテ・演出）

2006年
- 遊☆戯☆王デュエルモンスターズALEX（絵コンテ・演出）※日本未公開
- あまえないでよっ!!喝!!（絵コンテ・演出）
- 冒険王ビィト エクセリオン（演出）
- パピヨンローゼ New Season（絵コンテ）
- 妖怪人間ベム（絵コンテ・演出）
- おねがいマイメロディ 〜くるくるシャッフル!〜（演出）
- おとぎ銃士 赤ずきん（2006年 - 2007年、絵コンテ・演出）
- 働きマン（絵コンテ・演出）

2007年
- ヤマトナデシコ七変化♥（演出）
- 蒼天の拳（絵コンテ・演出）
- Saint October（絵コンテ・演出）
- おおきく振りかぶって（演出）
- 爆丸バトルブローラーズ（絵コンテ・演出）
- こどものじかん（演出）
- メイプルストーリー（演出）

2008年
- GUNSLINGER GIRL -IL TEATRINO-（銃器総監修・絵コンテ・演出）
- 二十面相の娘（絵コンテ・演出）
- 我が家のお稲荷さま。（演出）
- スレイヤーズREVOLUTION（絵コンテ）
- 魍魎の匣（演出）
- 伯爵と妖精（絵コンテ・演出）
- TYTANIA -タイタニア-（演出）

2009年
- スレイヤーズEVOLUTION-R（絵コンテ）
- 蒼天航路（演出）
- アラド戦記〜スラップアップパーティー〜（絵コンテ）

2010年
- 爆丸バトルブローラーズ ニューヴェストロイア（絵コンテ・演出）
- 薄桜鬼 碧血録（演出）

2011年
- 爆丸バトルブローラーズ ガンダリアンインベーダーズ（絵コンテ・演出）
- カードファイト!! ヴァンガード（2011年 - 2012年、絵コンテ・演出）

2012年
- ダンボール戦機W（絵コンテ・演出）
- カードファイト!! ヴァンガード アジアサーキット編（絵コンテ・演出）
- エリアの騎士（演出）
- NARUTO -ナルト- SD ロック・リーの青春フルパワー忍伝（ - 2013年、絵コンテ・演出）

2013年
- カードファイト!! ヴァンガード リンクジョーカー編（絵コンテ）
- ジュエルペット ハッピネス（演出）
- イナズマイレブンGO ギャラクシー（演出）
- 義風堂々!! 兼続と慶次（絵コンテ・演出）
- ゴールデンタイム（絵コンテ・演出）

2014年
- フューチャーカード バディファイト（2014年 - 2015年、絵コンテ・演出）
- ベイビーステップ（演出）
- RAIL WARS!（演出）
- 戦国BASARA Judge End（演出）
- 精霊使いの剣舞（演出）
- 寄生獣 セイの格率（演出）
- クロスアンジュ 天使と竜の輪舞（演出）
- 怪盗ジョーカー（演出）

2015年
- 戦国無双（演出）
- 怪盗ジョーカー シーズン2（演出）
- フューチャーカード バディファイト100（2015年 - 2016年、絵コンテ・演出）
- アルスラーン戦記（演出）
- ヤング ブラック・ジャック（絵コンテ・演出）
- おそ松さん（絵コンテ・演出）

2016年
- ルパン三世 PART IV（演出）
- リルリルフェアリル〜妖精のドア〜（2016年 - 2017年、絵コンテ・演出）
- 虹色デイズ（演出）
- フューチャーカード バディファイトDDD（2016年 - 2017年、絵コンテ・演出）
- アルスラーン戦記 風塵乱舞（演出）
- はんだくん（演出）
- ALL OUT!!（演出）

2017年
- 鬼平（演出）
- リルリルフェアリル〜魔法の鏡〜（2017年 - 2018年、絵コンテ・演出）
- フューチャーカード バディファイトX（2017年 - 2018年、演出）
- アトム ザ・ビギニング（絵コンテ・演出）

2018年
- だがしかし2（演出）
- サンリオ男子（演出）
- キリングバイツ（演出）
- フューチャーカード バディファイトX オールスターファイト（演出）
- かくりよの宿飯（絵コンテ・演出）
- Cutie Honey Universe（演出）
- グラゼニ（演出）
- Phantom in the Twilight（演出）
- メルクストーリア -無気力少年と瓶の中の少女-（演出）

2019年
- パズドラ（演出）
- ブギーポップは笑わない（演出）
- どろろ（絵コンテ・演出）
- 異世界チート魔術師（絵コンテ・演出）
- ギヴン（演出）
- ぼくたちは勉強ができない!（演出）
- 放課後さいころ倶楽部（演出）

2020年
- 魔術士オーフェンはぐれ旅（演出）
- 爆丸バトルプラネット（絵コンテ・演出）
- ハイキュー!! TO THE TOP（演出）
- アラド:逆転の輪（演出）
- ポケットモンスター（演出）
- 神達に拾われた男（演出）
- 100万の命の上に俺は立っている（演出）

2021年
- ましろのおと（演出）
- 遊☆戯☆王SEVENS（演出）
- SCARLET NEXUS（演出）
- MUTEKING THE Dancing HERO（演出）
- 月とライカと吸血姫（演出）

2022年
- ありふれた職業で世界最強 2nd season（演出）
- リアデイルの大地にて（演出）
- 殺し愛（演出）
- ヴァニタスの手記（演出）
- CUE!（演出）
- 新テニスの王子様 U-17 WORLD CUP（演出）
- 虫かぶり姫（演出）

2023年
- お隣の天使様にいつの間にか駄目人間にされていた件（演出）
- 彼女が公爵邸に行った理由（演出）
- 異世界召喚は二度目です（絵コンテ・演出）
- マイホームヒーロー（演出）
- Lv1魔王とワンルーム勇者（絵コンテ・演出）
- ドラえもん（テレビ朝日版第2期）（演出）

2024年
- HIGH CARD（演出）
- 道産子ギャルはなまらめんこい（演出）
- ザ・ファブル（演出）
- じいさんばあさん若返る（絵コンテ・演出）
- 新米オッサン冒険者、最強パーティに死ぬほど鍛えられて無敵になる。（演出）
- チ。-地球の運動について-（演出）
- 青のミブロ（演出）

2025年
- この会社に好きな人がいます（演出）
- アン・シャーリー（演出）
- ホテル・インヒューマンズ（演出）

### OVA
1990年
- トランスフォーマーZ（監督）

1992年
- カメレオン（1992年 - 1996年、監督（第3話のみ））

1993年
- 紺碧の艦隊（1993年 - 2003年、監督（第四期以降））
- 特捜戦車隊ドミニオン（1993年 - 1994年、絵コンテ）

1996年
- いつかのメイン 雷少年・天太参上!（監督）

1997年
- 旭日の艦隊（1997年 - 2002年、監督）

1998年
- ドラゴンナイト4（1998年 - 1999年、監督）

### Webアニメ
2011年
- Starry☆Sky（演出）

2019年
- ケンガンアシュラ（演出）

2020年
- 爆丸アーマードアライアンス（絵コンテ・演出）

2021年
- 爆丸ジオガンライジング（演出）

2024年
- Duel Masters LOST 〜追憶の水晶〜（演出）